# Italiaanse Sociale Republiek
De Italiaanse Sociale Republiek (Italiaans: Repubblica Sociale Italiana), ook bekend als de Republiek van Salò, was een fascistische marionettenstaat gevestigd in het noorden van Italië. De Republiek werd opgericht in 1943 na de capitulatie van het Koninkrijk Italië. Op 25 juli werd Benito Mussolini gevangengenomen door de Italiaanse regering. Op 12 september werd hij bevrijd door de Duitse troepen onder leiding van Otto Skorzeny. Op 23 september werd de Italiaanse Sociale Republiek, met Mussolini aan het hoofd, uitgeroepen. Mussolini had echter weinig macht, de werkelijke machthebbers waren de Duitsers. De Republiek verklaarde de oorlog aan het koninkrijk Italië, dat inmiddels de kant van de geallieerden had gekozen. De Italiaanse Sociale Republiek was veel racistischer en antisemitischer van aard dan Mussolini's vorige regering.
De republiek stelde een ridderorde in, de Orde van de Romeinse Adelaar.
De hoofdstad was gevestigd in Salò aan het Gardameer. Mussolini werd gedwongen de voorheen Italiaanse gebieden Zuid-Tirol, Triëst en Istrië aan Duitsland af te staan. De Republiek verloor continu terrein door het opdringen van de geallieerde troepen. Op 25 april 1945 verliet Mussolini Salò, op de vlucht voor de geallieerden. Dit wordt over het algemeen als het eind van de Italiaanse Sociale Republiek gezien. Drie dagen later werd Mussolini gedood. Op 2 mei capituleerden de laatste Duitse en Italiaanse troepen in Italië.
| "Kaart van de Italiaanse Sociale Republiek" | "Kaart van de Italiaanse Sociale Republiek in 1943, met de afgestane gebieden in bruin (aan Duitsland) en rood (aan Kroatië)" |
| Kaart van de Italiaanse Sociale Republiek   | Kaart van de Italiaanse Sociale Republiek in 1943, met de afgestane gebieden in bruin (aan Duitsland) en rood (aan Kroatië)   |